# روکابرناردا
روکابرناردا (به ایتالیایی: Roccabernarda) یک کومونه در ایتالیا است که در استان کروتون واقع شده‌است. روکابرناردا ۶۵ کیلومتر مربع مساحت و ۳٬۳۸۵ نفر جمعیت دارد.